# مارك أنتوني (كاتب)
مارك أنتوني (بالإنجليزية: Mark Anthony)‏‏ (1966 في الولايات المتحدة - )؛ مؤلف، وروائي، وكاتب من الولايات المتحدة.